# Arenaria potaninii
Arenaria potaninii är en nejlikväxtart som beskrevs av Boris Konstantinovich Schischkin. Arenaria potaninii ingår i släktet narvar, och familjen nejlikväxter. Inga underarter finns listade i Catalogue of Life.